# Summa contra gentiles
Die Summa contra Gentiles (ScG) („Summe/Summa gegen die Heiden“), auch bekannt unter dem Untertitel Über die Wahrheit des katholischen Glaubens (Liber de veritate catholicae fidei contra errores infidelium), ist eines der Hauptwerke des scholastischen Philosophen und Theologen Thomas von Aquin, das um 1260 entstand.
Die Anregung zur Abfassung der ScG soll, einer späteren Chronik zufolge, der Dominikaner Ramon de Penyafort gegeben haben, der in Spanien und Nordafrika als Missionar tätig war und in diesem Zusammenhang ein apologetisches Werk „gegen die Irrtümer der Ungläubigen“ wünschte. Die hieraus früher oft abgeleitete Charakterisierung der ScG als „Handbuch für katholische Missionare“ wird in der Forschung mittlerweile überwiegend abgelehnt: Die ScG widmet sich kaum dem Islam und hat umgekehrt einen theologischen Erkenntnisanspruch, der weit über den eines solchen Handbuchs hinausgeht. An (aristotelisch) gebildete Menschen gerichtet, argumentiert sie – im Gegensatz zu vielen anderen theologischen Werken der Zeit – größtenteils auf philosophischer Ebene und versucht auf dieser Basis eine systematische Darlegung der katholischen Lehre in ihrer Gesamtheit.
Die ScG ist ein umfangreiches Werk mit etwa 300.000 Wörtern, das aus vier Büchern mit jeweils etwa hundert Kapiteln besteht. Die ersten drei Bücher widmen sich dabei der Natürlichen Theologie: Sie bedienen sich philosophischer, rein rationaler Argumente und stützen sich nicht auf den Glauben an eine göttliche Offenbarung. Dabei handelt das erste Buch von Gott und seinem Wesen, das zweite von der Erschaffung der Welt, das dritte davon, dass alle Geschöpfe in Gott ihr Ziel haben. Insbesondere geht es in diesem dritten Buch darum, wie vernunftbegabte Geschöpfe in Gott ihr Glück finden und nach ethischen Grundsätzen leben können. Das offenbarungstheologische vierte Buch erläutert zentrale Elemente des christlichen Glaubens, die über diese philosophische Gotteslehre hinausgehen: etwa die Dreifaltigkeit, die Menschwerdung Gottes, die Sakramente und die Auferstehung.
Die ScG ist bis heute das einzige Werk der Scholastik, das ins Hebräische übersetzt wurde: Um die Bekehrung der Juden zum Christentum zu fördern, beauftragte Papst Urban VIII. 1640 hiermit den aus dem Dominikanerorden stammenden Bischof Giuseppe Ciampes. 1657 erschien in Rom Ciampes’ Ausgabe von drei der vier Bücher mit lateinisch-hebräischem Paralleltext.
Von dem Werk existiert eine Handschrift (Città del Vaticano, BAV, Vat. Lat. 9850), die als Autograph gilt.